# Belūr (ort i Indien, Karnataka)
Belūr är en ort i Indien.   Den ligger i distriktet Hassan och delstaten Karnataka, i den södra delen av landet, 1 700 km söder om huvudstaden New Delhi. Belūr ligger 976 meter över havet och antalet invånare är 21 551.
Terrängen runt Belūr är platt. Runt Belūr är det tätbefolkat, med 257 invånare per kvadratkilometer. Närmaste större samhälle är Chikmagalūr, 20,0 km nordväst om Belūr. Trakten runt Belūr består till största delen av jordbruksmark.